# Galičko-Volinjsko Kraljevstvo
Galičko-Volinjsko Kraljevstvo (staroruski: Галицко-Волинскоє Королѣвство, latinski: Regnum Galiciæ et Lodomeriæ, ukrajinski: Галицько-Волинське князівство) predstavlja srednjovjekovnu ukrajinsku državu nastalu nakon napada Mongola na Kijevsku Rus'. Država je kroz povijest često imenovana i Kraljevstvom Rusi, Galičko-Volinjskom Rusi, Galičko-Volinjskom kneževinom ili prosto Galičko-Volinjskom državom. Termin Rus' ovdje označava srednjovjekovnu državu Ukrajinu. 
Nakon konačnog raspada Kijevske Rusi, u 13. stoljeću službenog nasljednika prema izvornoj dinastiji predstavlja reformirana Galičko-Volinjska država (1199. – 1392.), koja je ujedno obuhvatila i grad Kijev. Ona se na svom vrhuncu teritorijalno prostirala gotovo cijelom današnjom zapadnom Ukrajinom, južnim teritorijem Bjelorusije i istočnim dijelovima Poljske s političko-teritorijalnom kontrolom preko Moldavije do obala Crnog mora. Godine 1253. glavnim gradom kraljevstva je postao grad Lavov, kojeg je osnovao ukrajinski kralj Danilo Romanovič Galickij.
Galičko-Volinjska država ima poseban značaj za ukrajinsku povijest jer predstavlja jedini dio teritorija srednjovjekovne Kijevske Rusi, koji se nakon 12. stoljeća nikada nije našao u sklopu mongolske političke vladavine, čime je u velikoj mjeri očuvana izvorna srednjovjekovna staroruska kultura, uključujući i veći broj vrijednih spomenika iz tog razdoblja. Galičko-Volinjska država imala je tada presudnu ulogu u zaštiti kršćanske civilizacije zapadne Europe pred invazijom mongolskih nomada i njihovog stjecanja autoriteta u središnjoj Europi.

## Sažeta povijest
Godine 1169. i 1203. izvršena su dva silovita vojna napada slavenskih plemena iz sjevernih krajeva Kijevske Rusi, koji nisu poštivali dinastiju iz Kijeva. Prijetnju također predstavljaju i nomadski upadi neslavenskih plemena s istoka europskog kontinenta te učestala razaranja i pljačke. Kompletna nestabilna situacija Kijev čini oslabljenim političkim središtem, a zapadna kneževina Vladimir-Volinj u političkom i kulturnom smislu postaje najjača kneževina cijele Kijevske Rusi. Nakon što je u zapadnoj kneževini Galičini izumrla dinastijska grana Rostislavič iz kijevske dinastije Rjurikovića, knez Roman Mstislavič 1199. objedinjuje Galičinsku i Vladimir-Volinjsku kneževinu u jednu državu pod svojim vodstvom odnosno stvara Galičko-Volinjsku državu (rut. Галицько-Волинське королівство) ili Galičko-Volinjsku Rus'.
Knez Roman Mstislavič počeo je graditi bliske odnose s Nijemcima te se žestoko borio protiv Kumana na istočnim granicama ukrajinske države. Nakon što je neočekivano ubijen u borbi s vojskom poljskog plemstva 1205. iza sebe je ostavio dva sina Danila i Vasiljka, koji su bili djeca i nisu odmah mogli preuzeti vodstvo države. U Galiciji je među plemićima započela unutarnja borba za prijestolje, u koju su se uključili poljski i ugarski plemići. Nakon pomoćne intervencije rođaka kneza Mstislava Hrabrog iz Novgoroda 1219., unutarnja situacija se donekle stabilizirala, sinovi Romana stasaju i preuzimaju nasljedstvo svog oca 1228. godine. 

### Zapadno savezništvo
Mongolima su u intenzivnim napadima nakon 1240. opustošili gotovo sve ukrajinske kneževine i uništili grad Kijev. Tijekom svojih napada ušli su na prostore Ugarske i Poljske, a potom su se povukli preko ukrajinskih stepa u Aziju. Ondje su na donjem toku rijeke Volge stvorili svoje središte Saraj koje je predstavljalo vojno-politički centar zapadnog regionalnog kanata Mongolskog carstva, koje je u sljedećem razdoblju kontroliralo gotovo cijelu istočnu Europu. Knez Danilo Romanovič Galickij (1228. – 1264.) završava borbu za prijestolje u Kijevu tek 1245. godine. Stječe čvrstu vlast u svim zapadnim kneževinama i užem okruženju, no kako bi zadržao neovisnost stvara svojevrsni obrambeni savez protiv Mongola i gradi jače političke veze s Poljacima, Litavcima i Ugarima. Surađuje i pregovara s Rimskom crkvom kao jakim političkim saveznikom te 1250. uspostavlja novo jako vojno i političko središte grad Lavov, koji je ispočetka predstavljao prestižnu utvrdu u borbi protiv Mongola. Njegov brat Vasiljko pokazao se dobrim i obrazovanim suradnikom, a takav je bio i njegov sin Vladimir Vasiljkovič, koji je govorio nekoliko stranih jezika, bavio se književnošću i umjetnošću te je u konačnici izgradio nekoliko gradića u kneževini Volinj. 
Za svog vladanja Danilo gradi čvrsti politički utjecaj i ugled u cijeloj središnjoj Europi, a Galičko-Volinjska država teritorijalno predstavlja svojevrsni obrambeni zid prema zapadnoj Europi. Stara Ukrajina se ovdje pokazuje zaštitnikom kršćanske Europe i po drugi puta stječe naziv pogranične zemlje koja razdvaja zapadnu i istočnu kulturu. Godine 1253. Danilo je prihvatio kraljevsku krunu od Svetog oca u Rimu i uspostavio kratkoročnu crkvenu uniju između Istočne i Zapadne Crkve. Vladao je do 1264., kada je umro u gradu Holmu gdje je i pokopan. Njegov brat Vasiljko umro je 1270. godine.
Najdominantniji sin kralja Danila bio je knez Lev Danilovič (1264. – 1301.) koji je do 1300. vodio dinamične ratove u cjelokupnom okruženju. Lev je pregovarao i s Mongolima nastojeći indirektno steći što veću kontrolu nad okupiranim istočnim kneževinama koje su uključivale prostore današnje istočne Ukrajine i zapadne Rusije, te je nastojao zauzeti određene teritorije u Poljskoj i Litvi. S Teutonskim redom (Nijemcima) i Ugarima mirno je surađivao te im je pomagao da steknu stabilnu kontrolu na njihovim prostorima. Oženio je ugarsku kneginju Konstanzu te je s njom imao sina Jurija. Za svojeg vladanja grad Ljviv je učinio svojim novim kulturnim i političkim središtem. 
Za vladavine njegova sina Jurija Ljviviča (1301. – 1315.) uslijedilo je relativno mirnije razdoblje u kojemu su zapadne ukrajinske kneževine ekonomski i kulturno jačale. Povijesni dokumenti ukazaju da je Jurij također bio okrunjen za kralja (latinski: Georgius Rex Rusiae) te da je razvijao bliske veze s utjecajnom Rimskom crkvom. Početkom 14. stoljeća, u sklopu novih političkih okolnosti, patrijarh Istočne pravoslavne crkve u Carigradu, vladarima Galičko-Volinjske države nudi zasebnu metropoliju koja bi se odijelila s onom u opustošenom Kijevu. Početkom 15. stoljeća, sve starorus’ke metropolije ponovno su imale središte u Kijevu pod imenom „Metropolija Kijeva, Galičine i svih rus’kih ljudi“. Za vrijeme Jurija mnogi ukrajinski plemići stupaju u bračne i rodbinske veze s ostalim europskim plemićkim obiteljima.

### Gubitak autonomije
Nakon Jurija, njegova dva sina Andrij Jurijovič i Lev II. Jurijovič su vladala do 1323. godine. Oba su ubijena u bitci protiv Mongola neostavivši muške nasljednike. To je ponovno stvorilo nestabilnu političku situaciju u ukrajinskim kneževinama i usljedila je unutarnja borba za prevlast, koju su duže vrijeme potencirali i koristili potencijalni okupatori Poljaci i Litavci te podređeni plemići unutar kneževina. Zadnji staroruski vladar Galičko-Volinjske države bio je knez Jurij II. Voleslav Trojdenovič koji je bio na vlasti do 1340. godine. Iza njega su vlast počeli preuzimati litavski, poljski i drugi plemići, posljednji među njima bio je Liubartas Demetrijus, koji je vladao do 1384. godine. 
Usprkos tome što su ukrajinski plemići pokušali stupiti u određene saveze kako bi očuvali nezavisnost reformirane ukrajinske države, posebno s Litvom, nijedan takav obrambeni savez nije formiran. Godine 1349. poljski kralj Kazimir III. uspio je okupirati veći dio ukrajinske države odnosno 1387. godine Poljskom kraljevstvu pripojio je cijelu Galiciju i dio Volinja, što se ujedno smatra presudnim gubitkom autonomije i svojevrsnim prestankom postojanja države. U isto vrijeme kneževi iz vojno jake Litve preuzeli su kontrolu nad istočnim ukrajinskim kneževinama. Naposljetku, 1360. godine oslabljena vlast u Kijevu svrgnuta je s prijestolja, a ukrajinski i bjeloruski narod ovdje započinju teško razdoblje kako bi teritorijalno povezali svoju zajedničku zemlju koja je okupirana i podijeljena na sjeverozapadu između Kraljevine Poljske i Kneževine Litve, manjim dijelom Ugarske i Moldavije te Mongolima na jugoistočnim granicama. Srednjovjekovna Galičko-Volinjska država službeno je prestala postojati tek 1392. godine.
Ukrajinci i Bjelorusi su u europskim povijesnim dokumentima više stoljeća ostali zapisivani latinskom nazivom Ruteni (ukr. Rusini), koji se do 12. stoljeća odnosio isključivo na pretke Ukrajinaca i danas predstavlja stariji etnonim ukrajinske nacije. U sklopu novoformirane države Velike kneževine Litve, Rusi i Samogitije, poznatije kao Velika kneževina Litva, Ukrajinci su predstavljali najobrazovaniju većinu i bitno su utjecali na razvoj odnosa u državi i izvan nje. Svoju kulturnu i pravoslavnu vjersku dominaciju, Ukrajinci su počeli gubiti početkom 15. stoljeća pod pritiskom Poljaka i razvijene katoličke kulture koja je svoje uporište imala u ojačanoj zapadnoj Europi.

## Vanjske poveznice
- History of 13th century Galicia  Arhivirana inačica izvorne stranice od 13. veljače 2020. (Wayback Machine)
- Galicia-Volhynia, Principality
- Rodzinna Ukraina  Arhivirana inačica izvorne stranice od 6. ožujka 2008. (Wayback Machine) (polj.)
- Volhynia-Galicia  Arhivirana inačica izvorne stranice od 12. srpnja 2009. (Wayback Machine) (polj.)
- За що боролись  Arhivirana inačica izvorne stranice od 11. srpnja 2009. (Wayback Machine)
- Борис ЯЦЕНКО «СЛОВО О ПОЛКУ ІГОРЕВІМ» ТА ЙОГО ДОБА
- Волинська земля у складі Галицько-Волинського князівства (Bolinska zemlya u skladi Galicko-Volinskogo knyazivstva)